# Sopaipilla
Sopaipilla és una mena de robiol al Xile, a la regió de Cuyo (Argentina), en els estats de Nou Mèxic i Texas al sud-oest dels Estats Units, al sud d'Espanya (en la cuina andalusa), i als estats de Chihuahua i el nord de Durango, a un aplec d'aliments de diverses classes, el seu tret comú essent de ser fets amb una massa de farina de blat fregida en oli o llard. Hi ha moltes variants en la preparació segons el lloc, algunes coincideixen amb els aliments que a Espanya es coneixen com a sopaipas, unes altres amb allò que a l'Argentina, l'Uruguai i el Paraguai s'entén per torta frita, chipá o cuerito.
Es fa amb farina de blat i pot ser tant dolça com salada. La cocció es realitza en oli o greix animal. La forma més usual és la romboidal, de vegades amb un orifici central que permet de menjar-ne amb algun estri.

## Variants

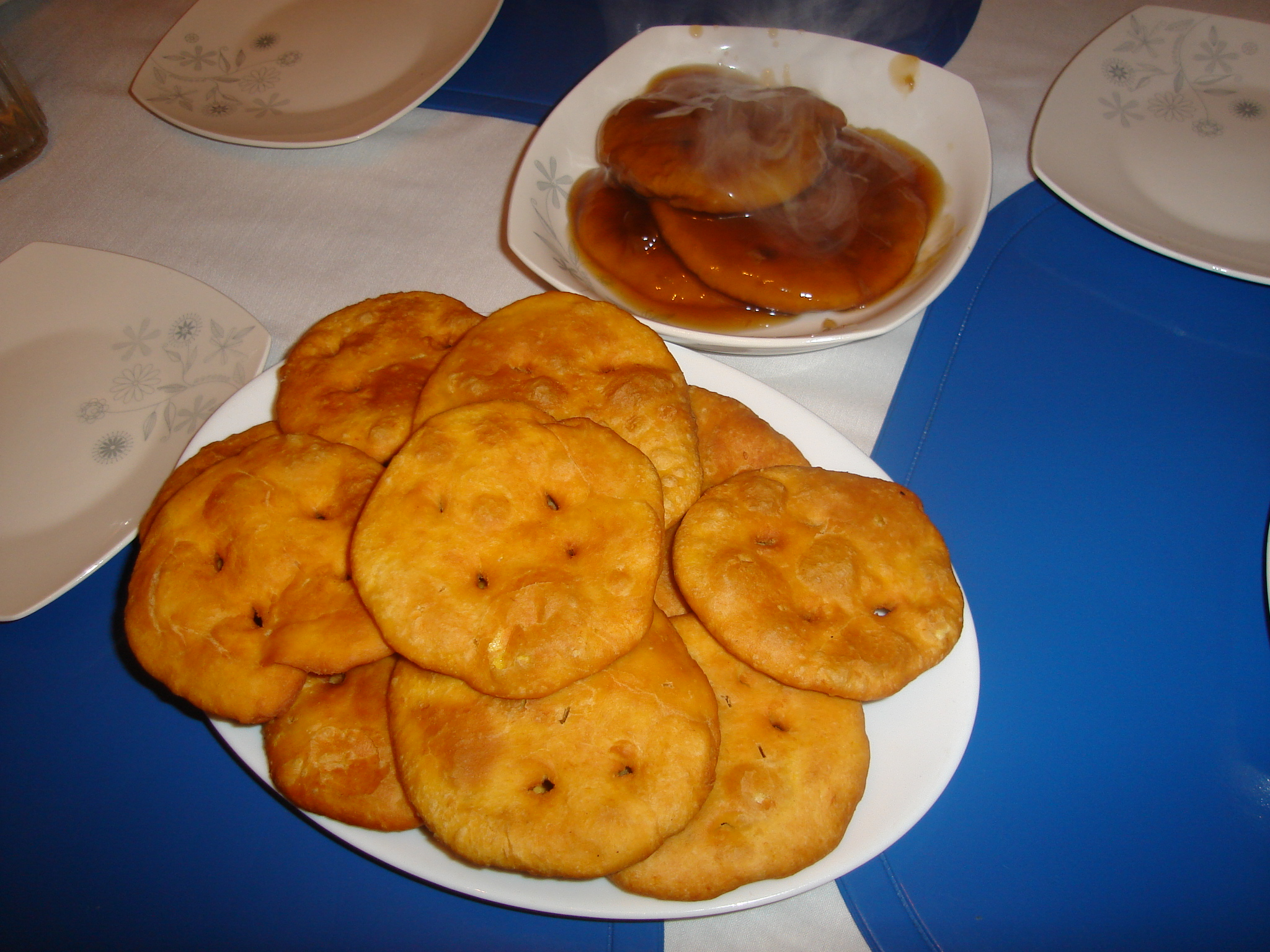
Robiols en dues de les seves presentacions: secs, i passats en panela.

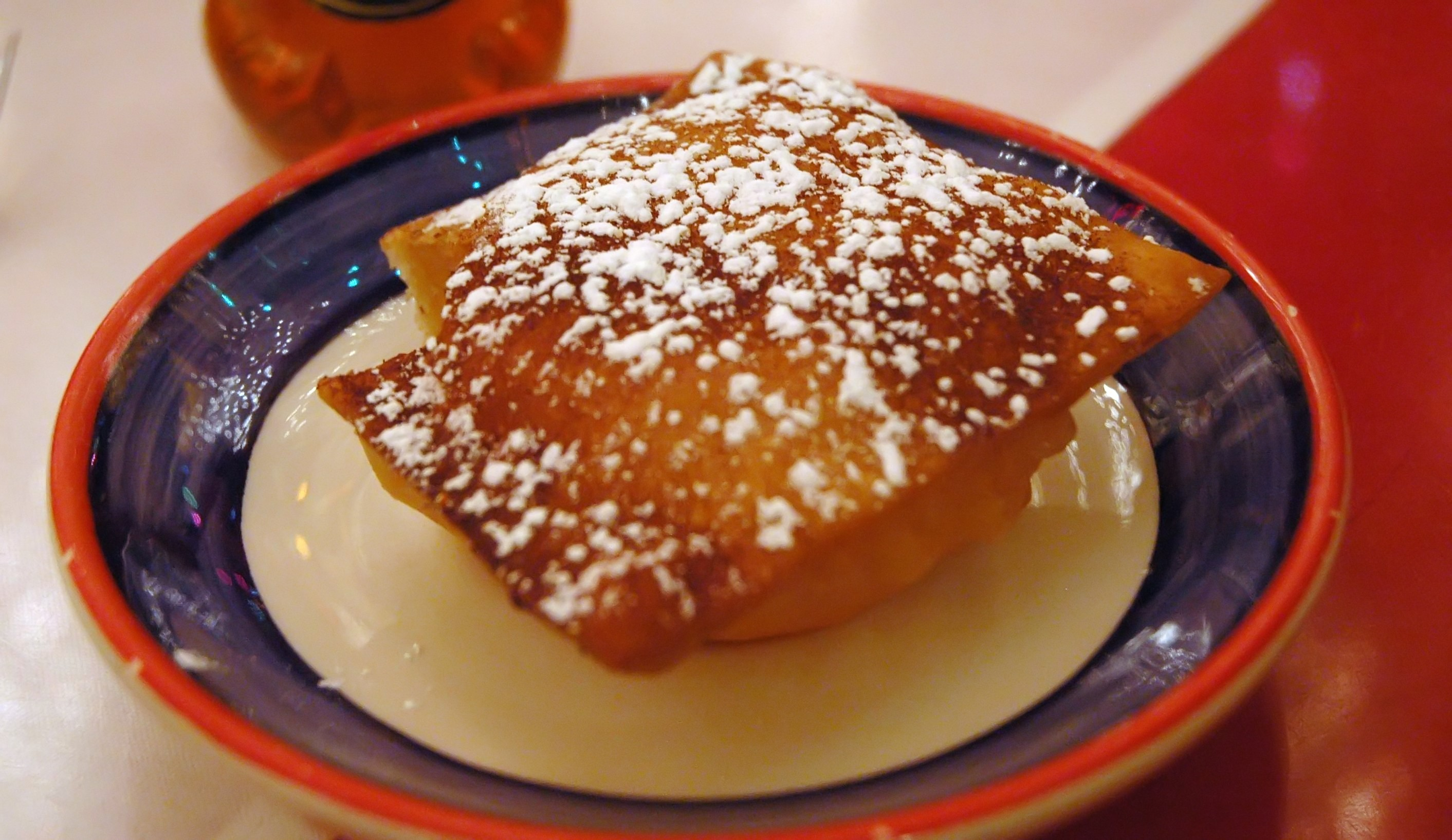
Sopaipilla del Nou Mèxic amb sucre de llustre.

Es considera com un dels menjars típics de la regió de l'Argentina (en aquest país també és coneguda com a coca fregida o Kreppel i "chipá cuerito" al nord-est). A l'Argentina també hi ha festes en nom seu, i que van ser adoptades a partir de la típica Kreppelfest introduïda pels immigrants alemanys d'aquest país. En una localitat de la província de Mendoza dita Rivadavia per exemple, fa prop d'una dècada que té lloc la "Festa de la Sopaipilla". En aquestes festivitats es canta, es balla i es comparteixen els tan populars sopaipillas o "kreppels".

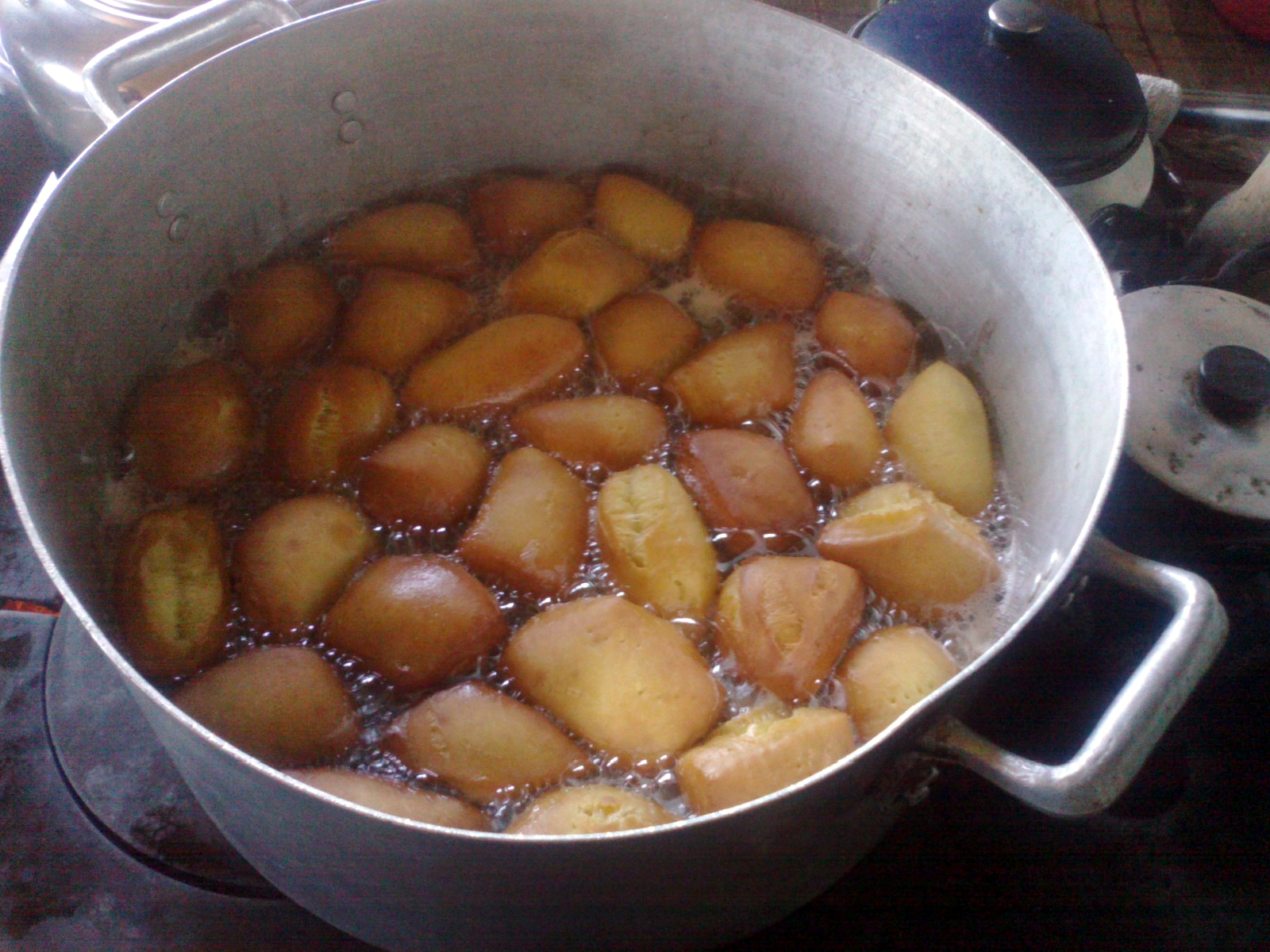
Sopapillas dolços i romboidals de Chiloé.

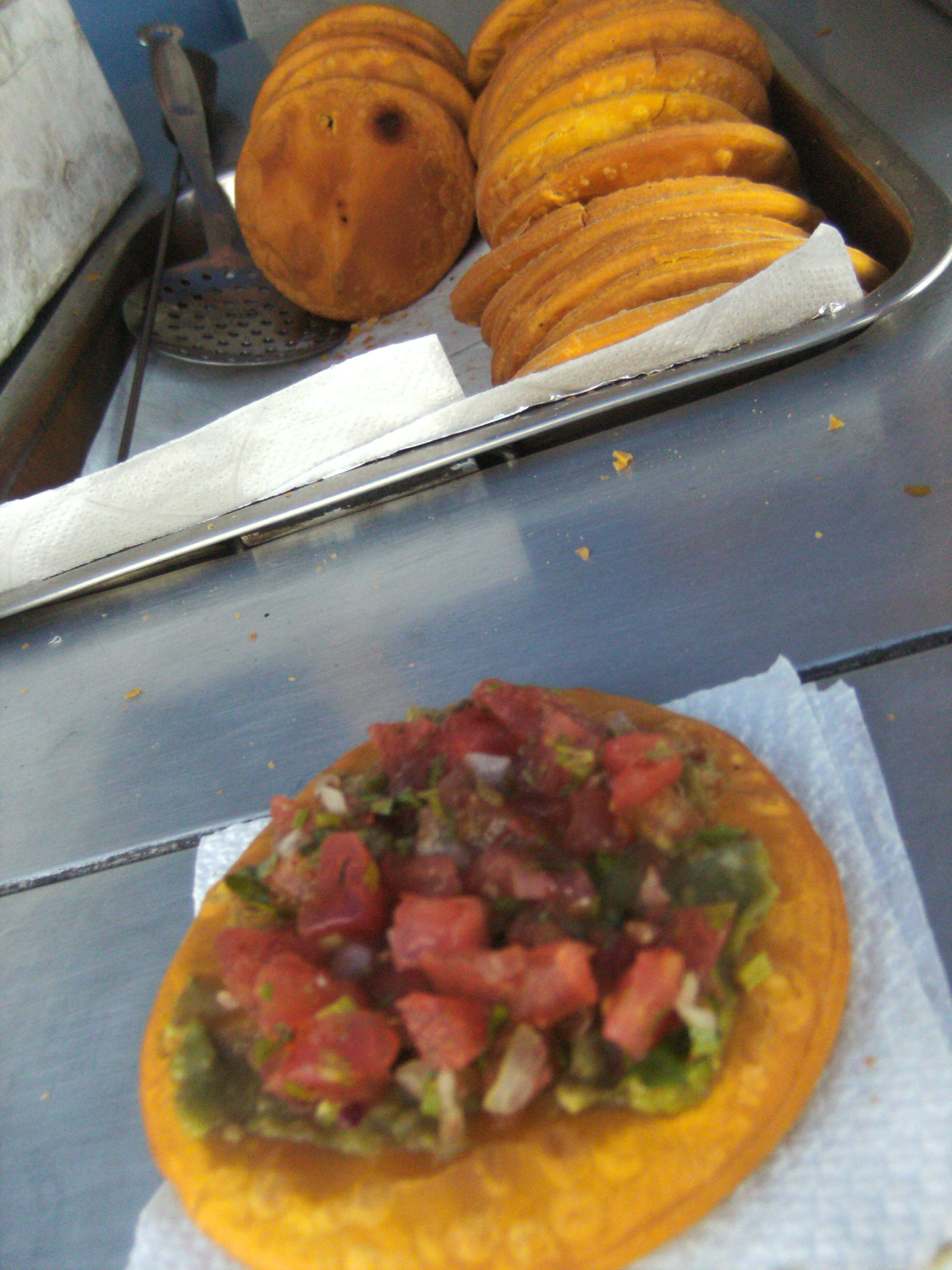
La concurrència en les vendes ha portat a evolucions en quantitat de condiments. Sopaipilla amb tomàquet, ceba i alvocat.

A Xile, la pasta de les sopaipillas tradicionals de la Zona Central porta zapallo, el seu ingredient principal. Per la seva sabor neutral, poden ser consumides dolços o salades. Les dolces van untades amb salsa de chancaca (aromatitzada amb canyella i pela de taronja), són dites «sopaipillas pasadas». Una altra forma tradicional de consumir-la és “a la hora de once”, ruixades amb sucre de llustre (sucre glas). Són tradicionalment preparades i consumides a l'hivern. Les salades solen ser acompanyades amb mostassa, pebre o formatge. Existeixen sopaipillas sense zapallo que s'adquireixen en supermercats, fleques (panificadores) i parades al carrer. També és possible d'elaborar sopaipillas amb patates, pastanaga, batata o un altre tipus de verdures. A l'arxipèlag de Chiloé, es diu «sopaipilla» d'una pasta dolça de forma romboïdal que porta ou i llevat i es fregeix en oli o llard, tradicionalment durant els reitimientos. Es consumeix juntament amb carn i milcaos en el lloco o s'usa com a berenar, acompanyada amb mel o melmelada. Retira als calzones rotos, però la pasta no conté ratlladura de llimona i és més esponjosa. També rep el nom de «sopaipilla» per a les versions planes romboïdals i salades que són acompanyament de les parrilladas i també una variant d'aquestes, la pasta de la qual conté patates cuites. Es diu «xurrasco» de la preparació salada, rodona i plana, que és denominada «sopaipilla» a la resta del Xile.
A la regió espanyola d'Andalusia, les sopaipas són típiques en moltes festes populars, sobretot als pobles de la província de Còrdova, com Montilla, La Rambla o Fuente Palmera, preses soles o amb xocolata.
En l'estat de Nou Mèxic, al sud-oest d'Estats Units d'Amèrica, la sopaipilla és típica. En els estats d'Arizona i Texas es pot trobar en molts restaurants. Són de forma romboïdal o trapezoïdal, porten pols d'enfornar i s'acompanyen amb sucre polvoritzada, mel o es farceixen amb els ingredients dels tacos i enchiladas.
Al Perú, existeix un entrepà semblant que es coneix amb el nom de cachanga, i la seva grossària és superior a la circumferència d'un plat i de pasta molt prima. La cachanga es cuina amb farina sense llevat i sal; fregida a la paella. És comú en les famílies pageses del Perú. A Pocollay, districte de Tacna al sud del Perú, es realitza anualment el concurs de la millor sopaipilla que es fregeix en una paila. Segons alguns investigadors gastronòmics, l'origen de la sopaipilla en el Perú es deuria a l'ocupació del país per part de tropes xilenes atès que no es tenen antecedents anteriors de la seva existència al Perú, i demès no és un aliment estès i conegut en la resta del Perú.

## Evolució a Xile

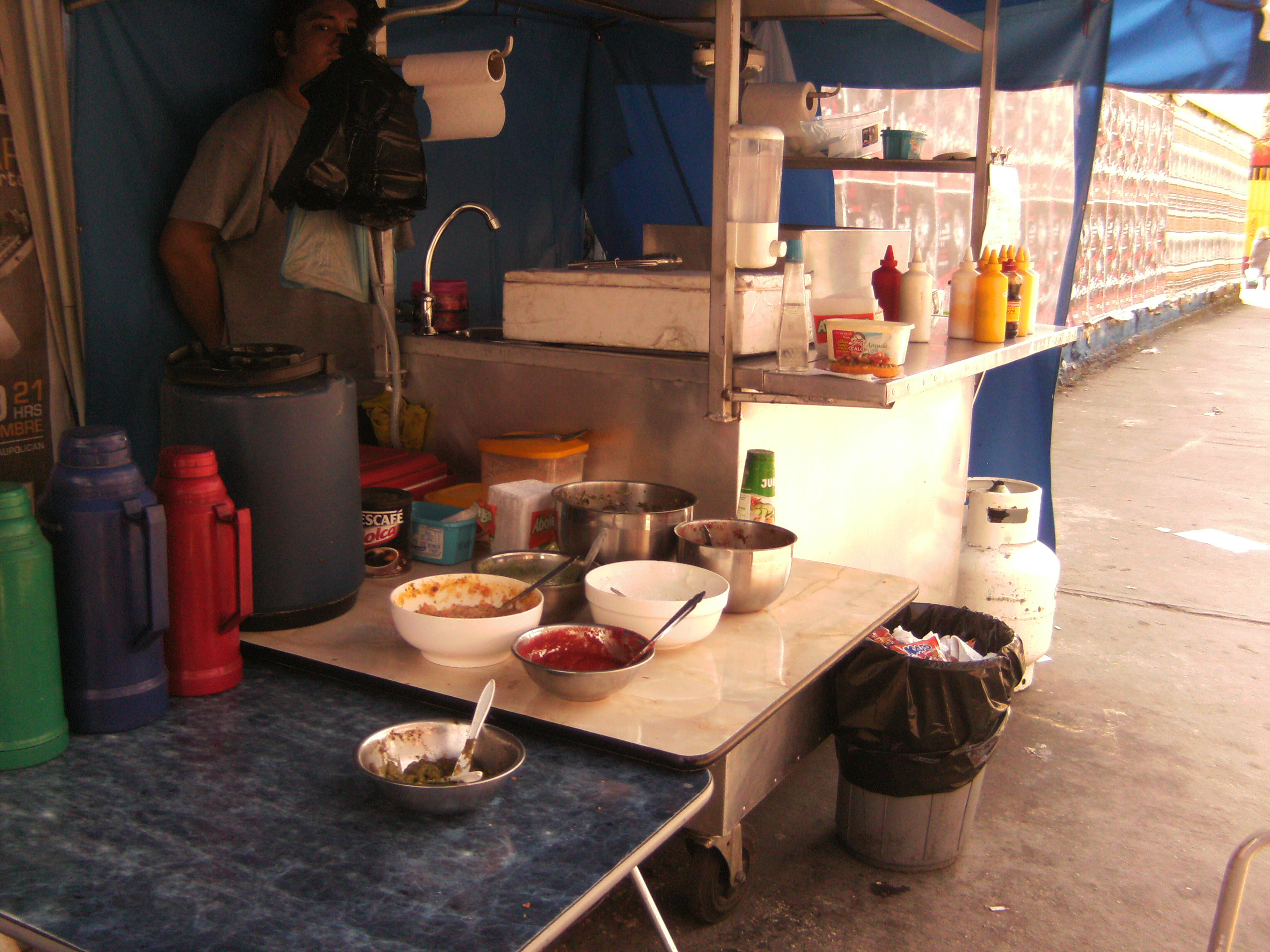
Carro sopaipillero a Xile

Per tradició, s'ha consumit sopaipilles a les cases xilenes durant els dies plujosos de l'hivern austral i per això la seva venda de carrer correspon a aquesta estació. Una possible raó era que no calia pas sortir de casa per a preparar-ne en èpoques que els forns de pa comunament eren defora de les cases.
Les sopaipilles es venen als carrers de les ciutats xilenes a baix preu. El zapallo original de les sopaipilles casolanes ha estat reemplaçat per un colorant groc i són venudes per al comerç de carrer per empreses que les fan en forma de cercle geomètric en grans quantitats. Els carros que les venen les fregeixen a la vista del públic i cada persona hi pot afegir el condiment que desitgi. Una de les maneres de diferenciar-se dels venedors ha estat d'incorporar nous condiments: a la primeria s'hi va afegir la mostassa, però aviat van aparèixer diferents tipus de pebres coents, pebres en salsa, xucrut, alvocat, tomàquets, regal de llet i varietats de salses.
A la fi de la dècada del 2000, es va començar, a més, d'utilitzar amb la mescla d'ingredients del completo en reemplaçament del pa, donant lloc al «sopaipleto» sorgit a Talca.